# 472 f.Kr.

## Händelser

### Efter plats

#### Grekland
- Staden Karystos i Euboia tvingas gå med i det attiska sjöförbundet, efter att Aten har angripit staden (omkring detta år).

### Efter ämne